# Betway
Betway Group（通称Betway）は、Betway Sports（スポーツ）, Betway Casino（カジノ）, Betway Vegas（ベガス）, Betway Esports（eスポーツ）などのオンラインギャンブルを提供するグローバル企業でSuper Groupの傘下である。Super Groupは2022年１月にニューヨーク証券取引所（NYSE）に上場した。
Betwayは、規制されたオンラインマーケットプレイス全体で運営されているグローバルなオンラインギャンブル企業。 2006年に創立したブランドは、英国、マルタ、イタリア、デンマーク、スペイン、ベルギー、ドイツ、スウェーデン、メキシコ、南アフリカ、ポルトガル、アイルランドなどの国でライセンスを取得し運営している。 Betway Groupはマルタとガーンジー島に拠点を置き、ロンドン、ケープタウン、マン島にオフィスを設置。 欧州スポーツセキュリティ協会独立賭博裁定サービス、Remote Gambling Association にも加盟し、国際的に認知された試験機関eCOGRAによって認定されている。 Betway Groupは、英国のプロスポーツ選手連合（Professional Players Federation）と協賛し、スポーツ選手の育成活動にも積極的である。  Betwayは、Responsible GamblingTrustに加盟し、多額の寄付をしながら顧客の保護に徹している。
2022年から日本語サイトを展開していたが、2024年4月に日本市場からの撤退が発表された。

## スポンサーシップとパートナーシップ

### 現在のスポンサーシップ

#### 競馬
2021年3月の時点で、Betwayは英国およびアイルランドの競馬で最も有力なスポンサーである。同社は、2015年1月にFfos Las競馬場で開催されたBetway初のレースミーティング以降、4000以上のレースでブランド名を掲げてきた。
2014年、Betwayは英国競馬で名高いチェルトナムフェスティバルでクイーンマザーチャンピオンチェイスのスポンサーへと就任 。Betwayのブランド名で行われたレースは2015年3月が最初で、2021年のレースで7年目を迎えた。牝馬である「PutThe KettleOn」の偉大なる勝利とともに成功したスポンサーシップとなった。
2017年、BetwayはAintree Racecourseと3年間の契約を結び、英国競馬で最も名誉のあるグランドナショナルフェスティバルの公式ベッティングパートナーに就任。 この契約では自社ブランド名を上級クラスのレース名（ Betway Bowlを含む）に起用していい事になっており、2019年には5年間の延長が決定した。 
Betwayは、平地競走で毎年開催されるオールウェザーチャンピオンシップをスポンサーする企業で最も有力なパートナーとなった。また、マッセルバラ、ヘイドック、マーケットレーゼン、バース、ウィンカントンでのミーティングのスポンサーでもある。

#### サッカー
2015年2月に元々スポンサーであったアルパリが2015年1月に破産を申請した後、Betwayは最初の2年半契約で2,000万ポンド相当のウェストハムユナイテッドFCの主要スポンサーに就任。 契約は延長され続け、2021年9月にBetwayはAvco Trustを抜きクラブで最長となるユニフォームスポンサーとなった。このスポンサー関係により、ユニフォームの胸スポンサーの他、Betwayが出典する展示会ブースへのウェストハム主力選手の来場、ウェストハムの公開練習イベントなど様々な取り組みを行っている。
同社はまた、トッテナム・ホットスパー、 ブライトン・アンド・ホーブ・アルビオンなど、プレミアリーグで公式ベッティングパートナーシップを結んでいる。
スペインでの2021/22年のリーガシーズンの初旬、ベットウェイは現チャンピオンのアトレティコマドリードとのグローバルなベッティングパートナーシップ（スペインとアジアを除く）を発表。  RCD Espanyol 、 Deportivo Alaves 、 RC CeltaVigoを含むスペインリーグのパートナーとしてポートフォリオを強化した。
他のヨーロッパ諸国では、ドイツでヴェルダーブレーメン、 ヘルタベルリン、  VfBシュトゥットガルト、  FCシャルケ04 およびアイントラハトフランクフルトとパートナーシップを結んでいる。 
ポルトガルでは、ブランドはBelenensesSADと提携。
2016年、BetwayはCroky Cupのパートナーとしてベルギー市場のプロリーグに進出し、2021年10月には2021/22シーズンまで延長された。  
2022年、Betwayは、トゥールーズFCの「公式ベッティングパートナー」となり、フランスのサッカーにも拡大した。 
2023年9月、Betwayはプレミアリーグのビッグ6であるアーセナルFCの公式ベッティングパートナーに就任。

#### NBA
2021年3月、BetwayはNBAを代表するブルックリンネッツ、シカゴブルズ、クリーブランドキャバリアーズ、ロサンゼルスクリッパーズ、ゴールデンステートウォリアーズのパートナーに就任。 2021/22 NBAシーズンの初旬に、ネッツとの関係を終了したが、ダラスマーベリックス、フィラデルフィア76ers 、マイアミヒートとのパートナーシップを追加した。

#### NHL
2021年3月、Betwayはニューヨークアイランダースのパートナーとして提携。 
ロサンゼルスキングスはまた、ライブゲームやその他のデジタルアセットを介してブランドを紹介している。 
2020/21シーズンの終盤に、Betwayはスタンレーカップを含むプレーオフの公式ベッティングパートナーへと就任。これは、2021/22シーズンの開幕時にNHLのシーズンスポンサーとなる契約である。 
2021/22シーズン初旬に、Betwayはニュージャージーデビルズと提携するためのマルチイヤー契約にも署名した。 

#### クリケット
Betwayはクリケットの積極的なスポンサーであり、クリケット西インド諸島とクリケット南アフリカの両方をスポンサーする契約を結んでいる。 

#### テニス
Betwayは2021年３月に、改めてテニス大会のスポンサーを務める事になり、ベッティング企業として初めてマイアミオープン のスポンサーとなった。また、同年にジェネラリオープン、 ハンブルクオープン、 ノルディアオープン、メルセデスカップ 、ムチュアマドリードオープンなどのATPツアーパートナーシップを追加した。 

#### eスポーツ
2016年9月、BetwayはNinjas in Pyajamasのヘッドラインスポンサーへと就任した。 
その後、 G2 Esports 、  FURIA、  Beastcoast、  BIG、  MIBR  、およびBlastシリーズのトーナメントとメジャー取引を行った。 

### それ以前のスポンサー活動
Betwayは、ヨーロッパサッカーのトップクラブであるLevante UD 、 CD Leganes 、 Real Betis 、 AS Roma 、 Hannover96と契約していた経歴がある。
2014年、BetwayはPDCのプレミアリーグダーツとの3年間のスポンサー契約を交わし 、その後、ワールドカップオブダーツをポートフォリオに追加した。 
ボクシングでは、ウェンブリースタジアムで開催されたカールフローチ対ジョージグローブスの主要スポンサーを務めた。 
競馬では、リンカーンハンディキャップ、チェスターカップ、グレートヴォルティジュールステークス、ヨークシャーカップをスポンサーした。  2017年の英国競馬において、ワーウィックで開催されたグレード2レースでBetway Kingmaker Novices チェイスが挙げられる。 
Betwayはまた、2017年にフラットでのレースを後援するための取引を確保しました。ニューマーケットで上場ベットウェイキングチャールズIIステークスとグループ3ベットウェイクライテリオントロフィーを後援しました。 
国際テニス連盟は2015年後半に、Betwayがデビスカップとフェッドカップのテニス大会の国際スポンサーになることを発表。 アンディ・マリー率いるイギリスは、1936年以来初めてデビスカップで優勝したテニスでも、BetwayはTie BreakTensのスポンサーに就任した。
欧州のバスケットボールでは、同社は2017年にo2アリーナで開催されたオールスタートーナメントのスポンサーとなった。
ワールドスヌーカーは、2015年にベットウェイが3年契約で権威あるトリプルクラウントーナメントUKチャンピオンシップのスポンサーになると発表。 その提携は、2018年に3年間延長されている。ニール・ロバートソンが優勝した2020年のトーナメントは、Betwayの名前で6回目（そして今のところ最後）でした。

### ブランドアンバサダー
Betwayは、2014年以来多くのアンバサダーと契約している。
現在は、元クリケット選手のケビン・ピーターセン 、元騎手ケイティ・ウォルシュと夫のトレーナー、ロス・オサリバンが挙げられる。同社はまた、平地競走の一流トレーナーであるアンドリューボールディングをアンバサダーに迎えた。 
以前のアンバサダーには、アナリストとしてよく知られている元クリケット選手兼テレビキャスターのサイモンヒューズ、 英国ナショナルハントレーシングチャンピオンの騎手、リチャードジョンソン、  NHトレーナーのハリーフライ、2015年の平地レースチャンピオンのシルベストルデスーザ 騎手、そして元アイルランドチャンピオンのデイビーラッセル騎手。 そしてイングランドラグビーワールドカップの優勝者であるマイクティンドール 、元アイルランドとマンスターのラグビー選手であるデビッドウォレス 、スカイスポーツのゴルフプレゼンターであるサラスタークが挙げられる。 

## 世界記録のジャックポット
Betwayは、2014年10月にMicrogamingのMega Moolahスロットのジャックポットをヒットしたプレイヤー「Jon Heywood（英国人）」に€17,879,645（$ 20,062,600、£13,209,300）の賞金を支払った。これは2019年に抜かれるまで、ギネス世界記録最高額のジャックポット賞金として認定されていた。

## 規制とコンプライアンス
Betwayは、European Sports Security Association [2] [3] Independent Betting Adjudication Service [4] Remote Gambling Association [5] [6]のメンバーであり、国際的な検査機関eCOGRAによって認定されている。[7]
Betway Groupは、英国のプロスポーツ選手の集団的利益を促進、保護そして発展させるProfessional PlayersFederation [8]とパートナーシップを結んでいる。[9] Betwayは、Responsible GamblingTrustのサポーターでもある。[10] [11]

## カジノ
Betway Casinoは、 Microgaming 、Evolution、Play'nGOなどのプロバイダーが提供するカジノゲームを提供している。スーパーグループは、マルチブランドのオンラインカジノであるSpin Casinoも所有している。

## メディアパートナーシップ
Betwayブランドは、ナイジェリアのBig BrotherNaijaの現公式スポンサーである。 